# Rees Bowen

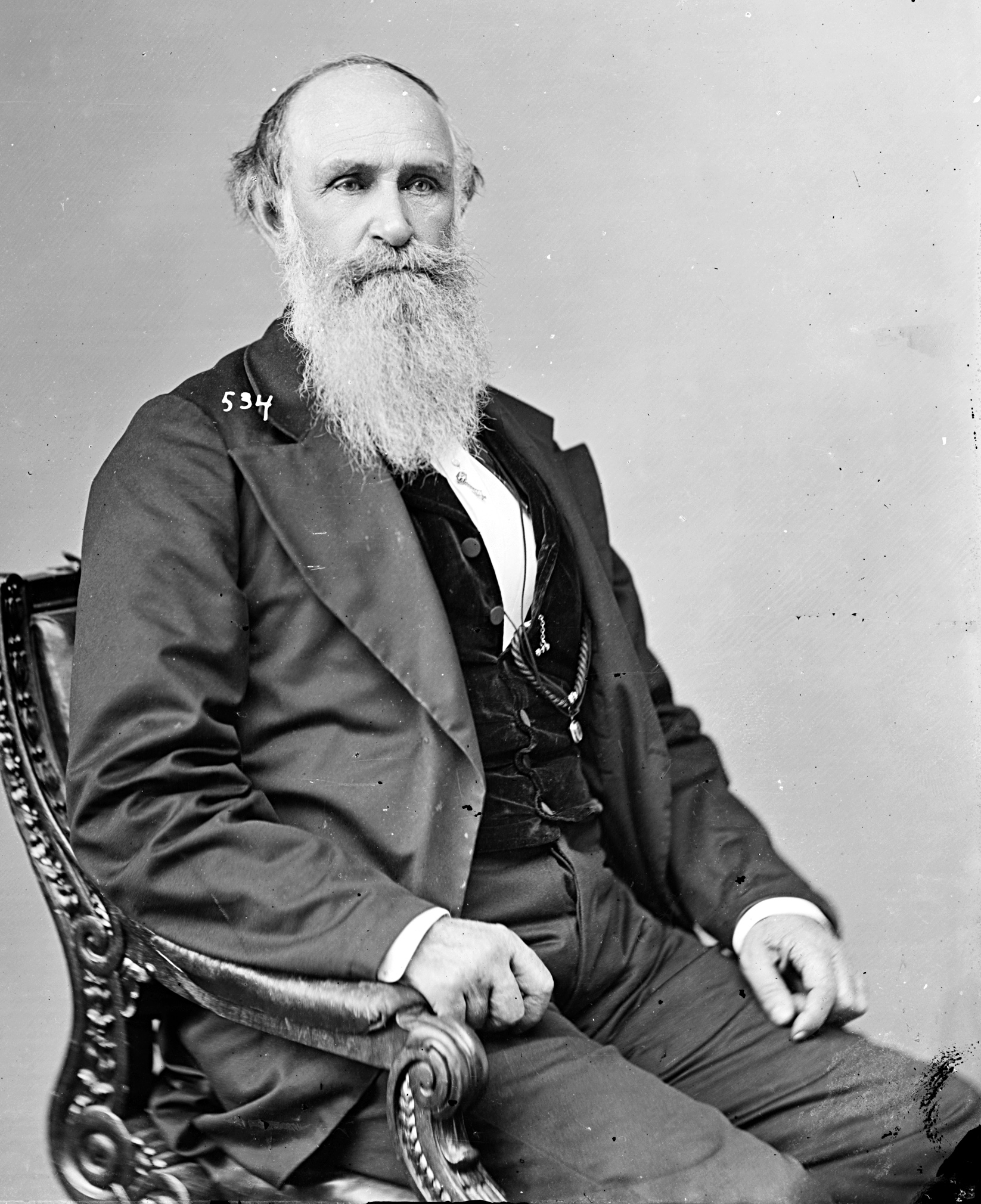
Rees Bowen

Rees Tate Bowen (* 10. Januar 1809 bei Tazewell, Tazewell County, Virginia; † 29. August 1879 im Tazewell County) war ein US-amerikanischer Politiker. Zwischen 1873 und 1875 vertrat er den Bundesstaat Virginia im US-Repräsentantenhaus.

## Werdegang
Rees Bowen besuchte die Abingdon Academy und arbeitete danach in der Landwirtschaft. Außerdem stieg er in der Staatsmiliz bis zum Brigadegeneral auf. Gleichzeitig schlug er als Mitglied der Demokratischen Partei eine politische Laufbahn ein. Zwischen 1863 und 1865 saß er während des Bürgerkrieges im Abgeordnetenhaus von Virginia. Außerdem war er noch vor dem Krieg für einige Jahre als Richter im Tazewell County tätig.
Bei den Kongresswahlen des Jahres 1872 wurde Bowen im neunten Wahlbezirk von Virginia in das US-Repräsentantenhaus in Washington, D.C. gewählt, wo er am 4. März 1873 die Nachfolge von John T. Harris antrat. Da er im Jahr 1874 auf eine weitere Kandidatur verzichtete, konnte er bis zum 3. März 1875 nur eine Legislaturperiode im Kongress absolvieren. Nach dem Ende seiner Zeit im US-Repräsentantenhaus betätigte sich Bowen wieder in der Landwirtschaft. Er starb am 29. August 1879 auf seinem Anwesen Maiden Springs im Tazewell County, wo er auch beigesetzt wurde. Sein Sohn Henry (1841–1915) wurde ebenfalls Kongressabgeordneter.